# Southwest Championship Wrestling
La Southwest Championship Wrestling (SCW) è stata una federazione statunitense di wrestling attiva dal 1978 al 1985, di cui il presidente e fondatore era il promoter Joe Blanchard. La compagnia aveva sede a San Antonio, Texas. Nel 1985 fu assorbita dalla Texas All-Star Wrestling.

## Titoli
Per gran parte della sua esistenza, il World Heavyweight Champion della American Wrestling Association venne riconosciuto anche come campione SCW.
| Titolo                                        | Ultimo/i campione/i | Note                                   |
| SCW Southwest Brass Knuckles Championship     | Tony Atlas          | Abbandonato nel 1983                   |
| SCW Southwest Heavyweight Championship        | Kevin Sullivan      |                                        |
| SCW Southwest Junior Heavyweight Championship | Ron Sexton          |                                        |
| SCW Southwest Tag Team Championship           | The Maoris          | Titolo rinominato nella Texas All-Star |
| SCW World Heavyweight Championship            | Scott Casey         | Abbandonato nel 1983                   |
| SCW World Tag Team Championship               | The Sheepherders    | Abbandonato nel 1984                   |

## Personale

### Wrestler
- Chris Adams
- Adrian Adonis
- Austin Idol
- Gino Hernandez
- Tully Blanchard
- Ted DiBiase
- Dory Funk Jr.
- Terry Funk
- "Bruiser" Bob Sweetan
- Scott Casey
- Terry Allen
- Bob Orton Jr.
- Chavo Guerrero
- Mando Guerrero
- Brett Sawyer
- Buzz Sawyer
- Eric Embry
- Killer Tim Brooks
- Dan Greer
- The Ninja Warrior
- CT Night The Boss
- Ivan Putski
- Tony Atlas
- Skip Young
- Buddy Landel
- Bobby Jaggers
- Kareem Muhammad
- Blackjack Mulligan
- Dick Murdoch
- Iceman Parsons
- Al Perez
- Larry Lane
- Manny Fernandez
- Tom Prichard
- Chicky Starr
- Kelly Kiniski
- Adrian Street
- Luke Williams
- Butch Miller
- Jonathan Boyd
- Mil Máscaras
- Rick Rude
- Eddie Mansfield
- Dick Slater
- Nick Bockwinkel
- Hacksaw Jim Duggan
- Wahoo McDaniel
- Abdullah the Butcher
- Kevin Sullivan
- Bruiser Brody
- Jerry Lawler
- Eddie Gilbert
- Tito Santana
- The Sheik
- Baron von Raschke
- Ron Sexton
- Tank Patton
- Tiger Conway Jr.
- Rudy Boy Gonzalez
- Len Denton
- Tony Anthony
- Ricky Santana
- Manny Villalobos

### Commentatori
- Gene Kelly
- Gene Goodsen
- Steve Stack
- Rapido Rodriguez